# Ágnes Vadai
Dans le nom hongrois Vadai Ágnes, le nom de famille précède le prénom, mais cet article utilise l’ordre habituel en français Ágnes Vadai, où le prénom précède le nom.
 (novembre 2017).
Si vous disposez d'ouvrages ou d'articles de référence ou si vous connaissez des sites web de qualité traitant du thème abordé ici, merci de compléter l'article en donnant les références utiles à sa vérifiabilité et en les liant à la section « Notes et références ».
Ágnes Vadai, née le 11 février 1974 à Karcag, est une personnalité politique hongroise, membre du parti DK et députée non-inscrite à l'Assemblée hongroise.

## Biographie
En 1997, Ágnes Vadai a obtenu son diplôme en relations internationales et études européennes à l'Université polytechnique et économique de Budapest. Elle a ensuite travaillé comme chercheuse en relations internationales. En 2007-2009, elle était secrétaire d'État au ministère de la Défense.